# Salvia aurea
Salvia aurea là một loài thực vật có hoa trong họ Hoa môi. Loài này được L. miêu tả khoa học đầu tiên năm 1762.

## Hình ảnh

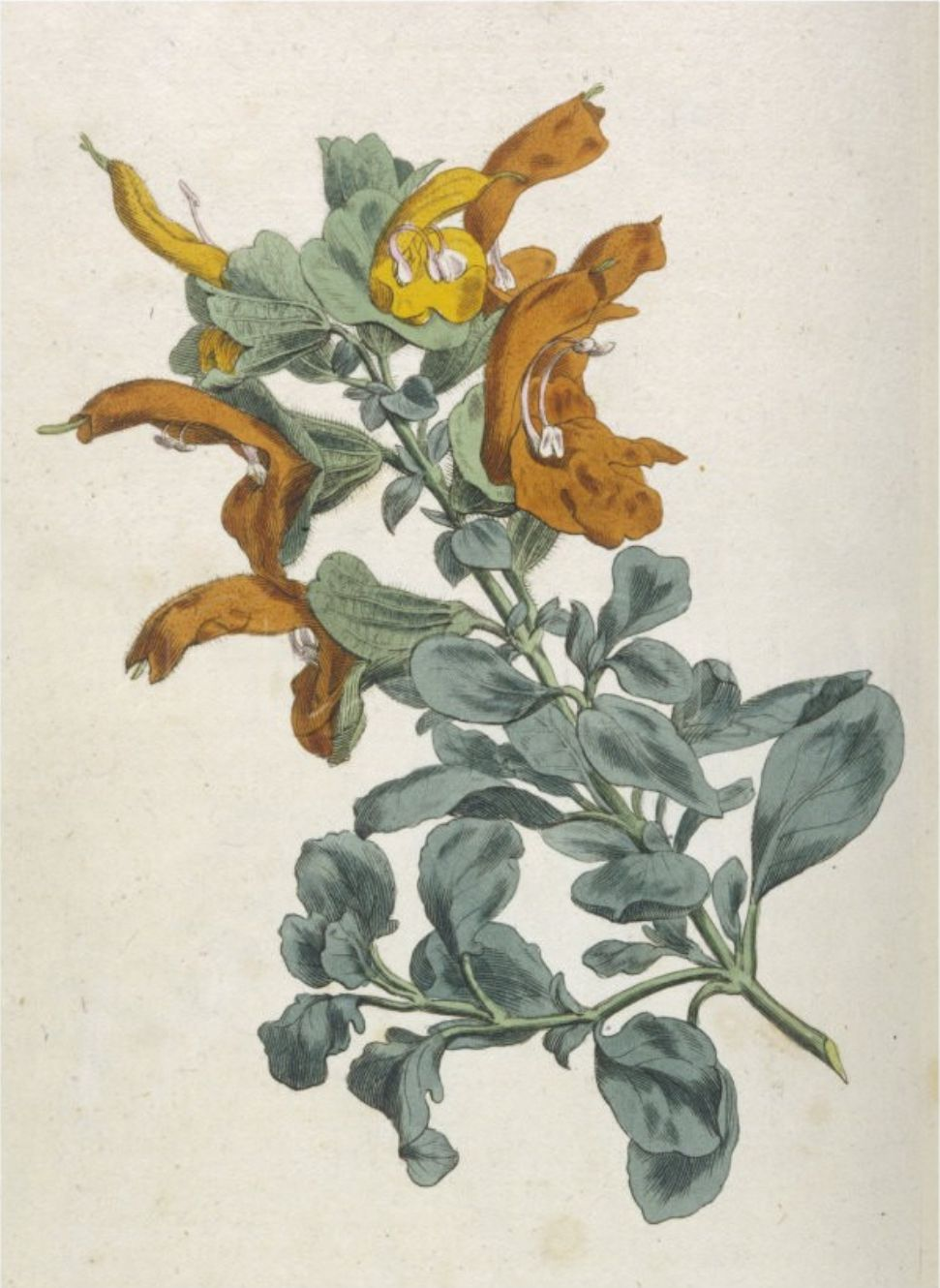
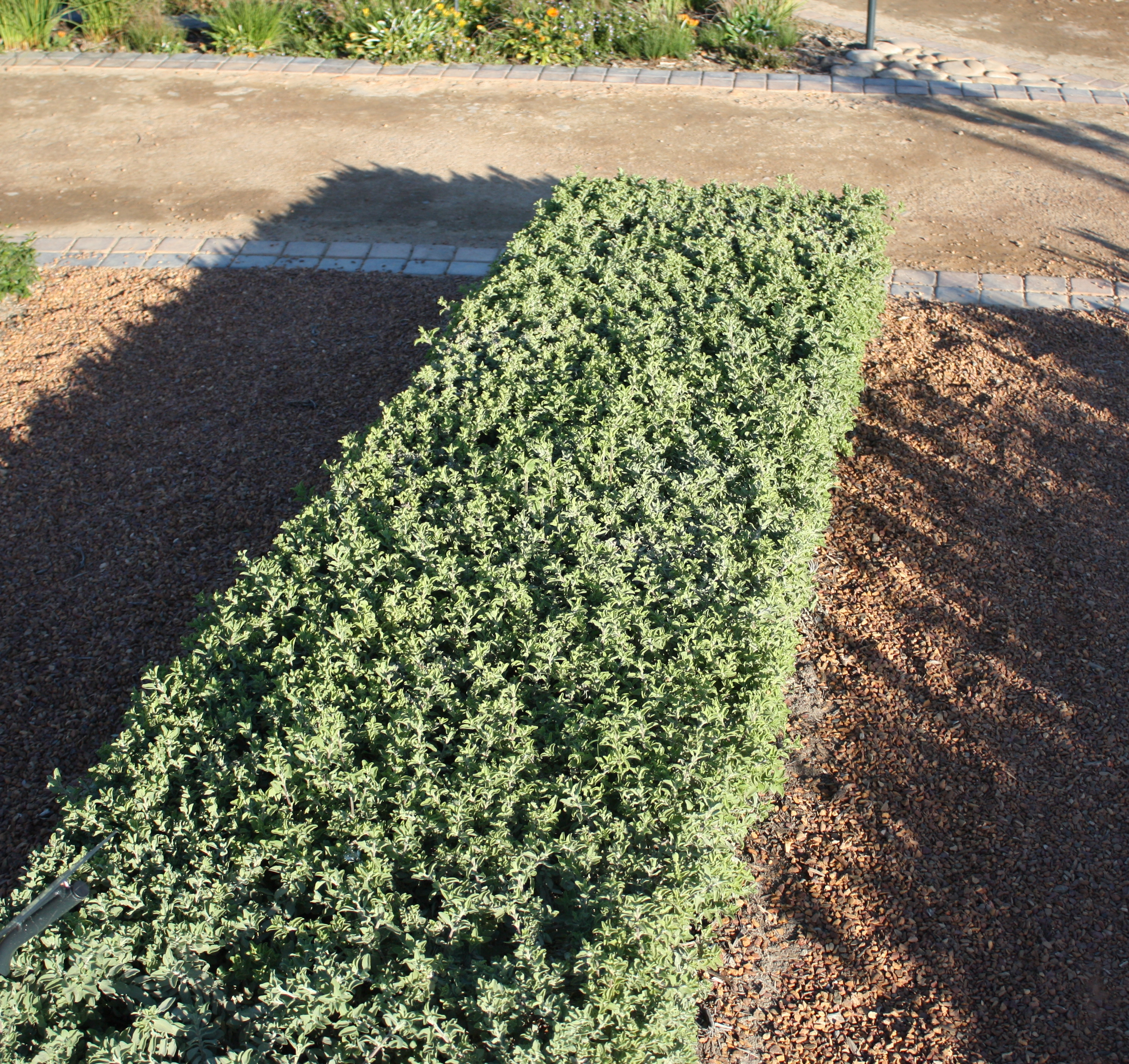
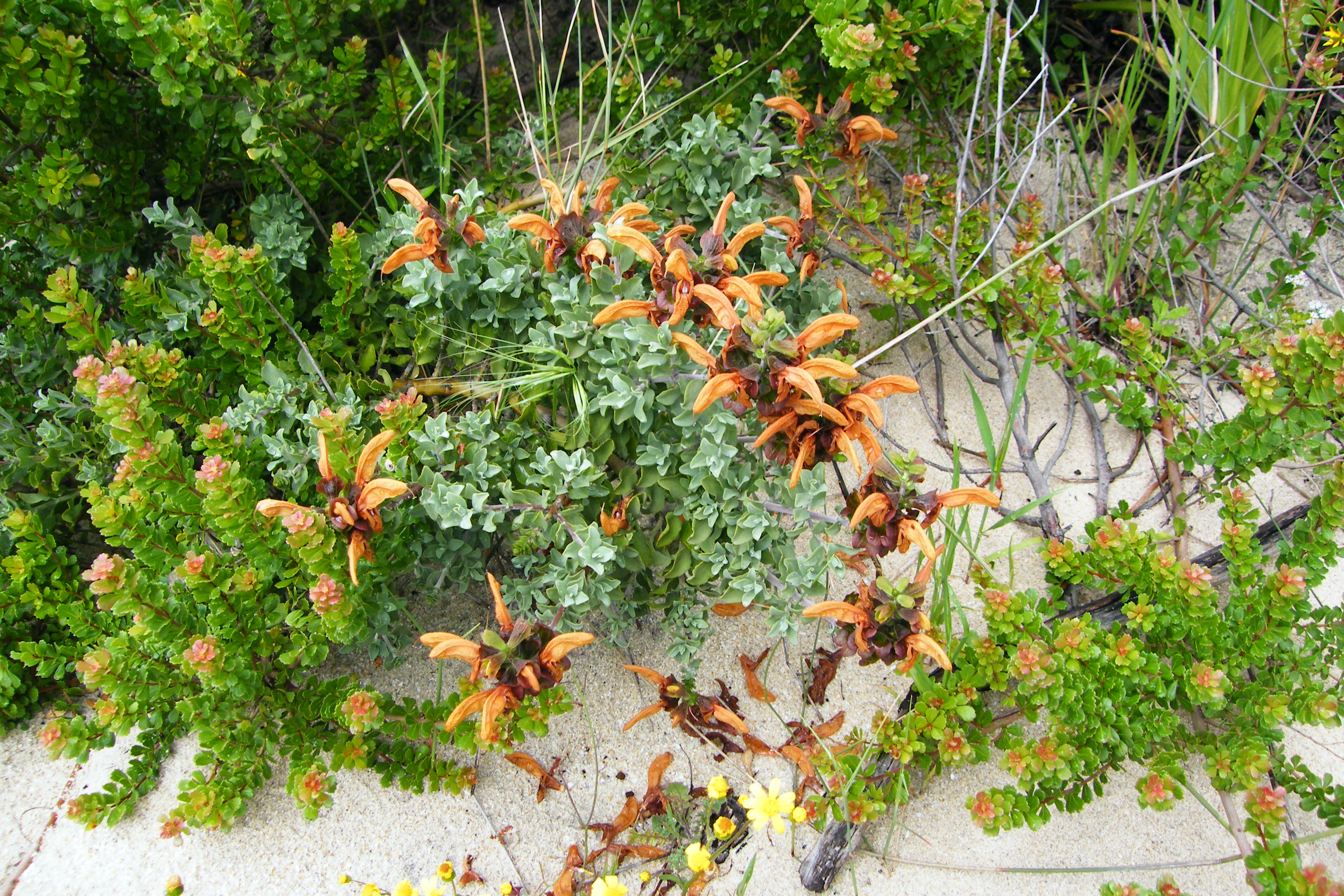
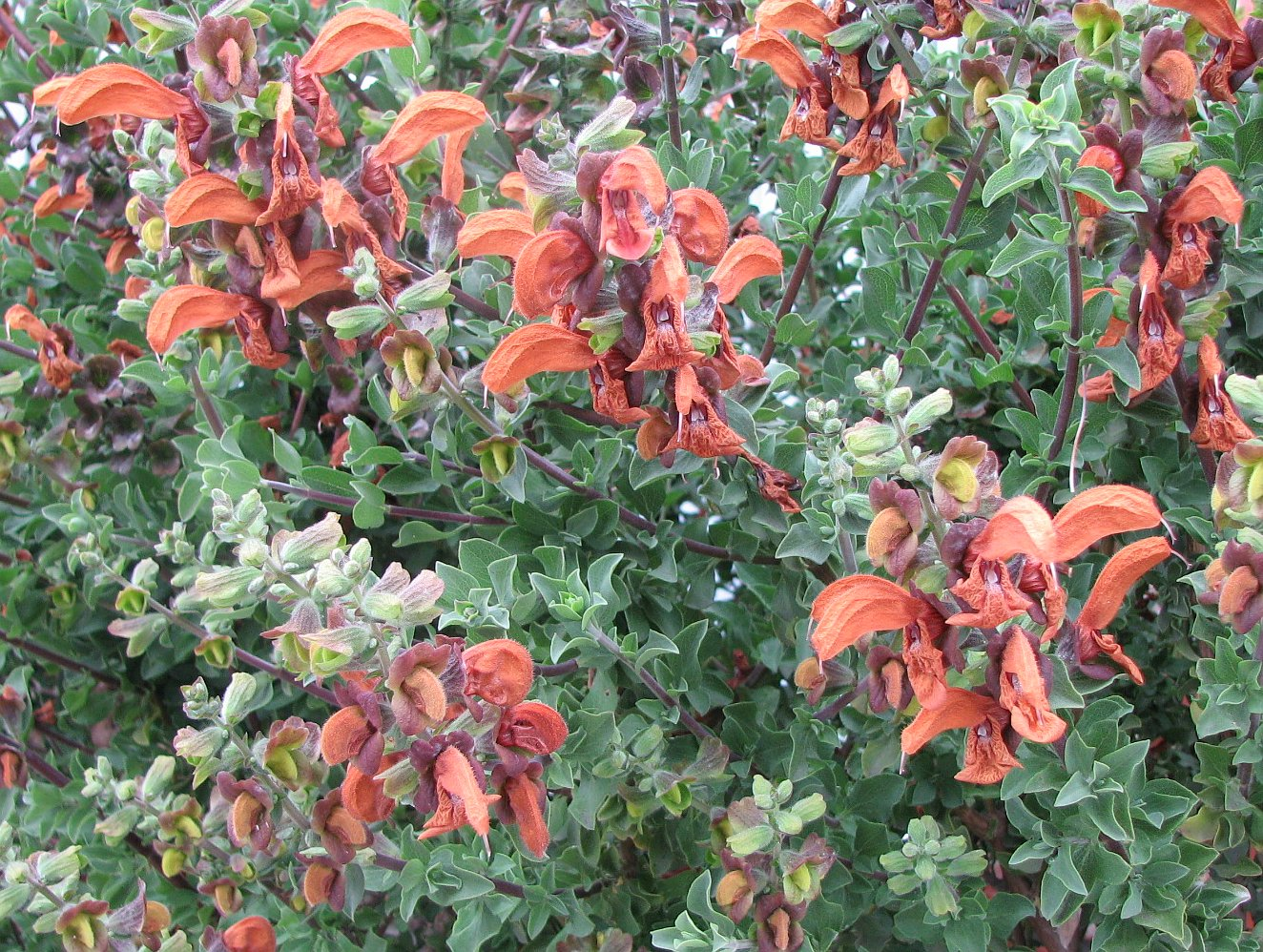